# Armada de Barlovento

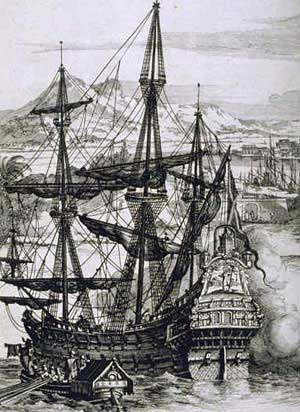
Pintura de un galeón español

La Armada de Barlovento fue una institución militar del Imperio español que pertenecía al régimen de la Flota de Indias, creada con el propósito de proteger durante el periodo virreinal los territorios conquistados en América ante los ataques de sus enemigos europeos, así como de piratas y corsarios a mediados del siglo XVI (1564-1577).

## Antecedentes
La denominación de Barlovento en términos geográficos actuales se refiere a las islas que conforman las Antillas Menores. Sin embargo, en términos generales de finales del siglo XVI este término alude al espacio marítimo en donde los navíos españoles entraban en el Caribe en su ruta a América y, más específicamente, al área en conflicto permanente debido a los ataques piratas, el cual podía incluir las Antillas Mayores y las costas de Tierra Firme. 
Desde mediados del siglo XVI, el Imperio español realizó diversas iniciativas para proteger este espacio, organizándose pequeñas armadas particulares gracias a las patentes de corso expedidas por la Corona española.

## Fundación
En 1560 la Corona española elaboró un proyecto de poblamiento para esta región para hacer frente a los ataques de piratas y corsarios tanto ingleses como franceses, surgiendo así un proyecto  de crear una serie de bases estratégicas entre las islas Bahamas y las Antillas y organizar una armada. En el año de 1576, los informes redactados por Diego de Sotomayor y Antonio Manrique para Felipe II señalaron a la Corona española la ventaja estratégica que podría tener para la defensa de Barlovento la formación de una flota que tuviese diversas sedes en los puertos del área.
En 1605 Felipe III aprobó la organización de una armada ligera de seis u ocho galeones que en su etapa inicial debía formarse con carácter provisional a partir de la Armada de la Mar Océana, la cual había sido creada en 1594 con puerto fijo en Lisboa, siendo encargada con el patrullaje de las costas atlánticas de la península ibérica para garantizar una llegada segura a las flotas provenientes de Indias. Algunos galeones pertenecientes a dicha armada pasaron en 1605 a formar parte de la Armada de Barlovento, junto con otros procedentes de la Armada de Vizcaya. Su sede principal era el puerto de Veracruz. Sin embargo, tiempo después tuvo no solo una, sino diversas bases en el puerto de Cartagena de Indias y en las Antillas Mayores (Puerto Rico, Cuba y La Española).
El 9 de septiembre de 1605 zarpó la flota del puerto de Lisboa, al mando de Luis de Fajardo cn órdenes secretas sobre su destino, el cual era la salina de Araya (Venezuela), donde se habían establecido piratas holandeses y, una vez limpiada la zona de estos, hizo un recorrido por las islas de Barlovento, así como por las costas de Cartagena y Portobelo. Una vez finalizada la misión, la Armada se dividió y una parte regresó a España sin escalas, llegando en marzo de 1606, mientras que la otra parte esperó en La Habana la llegada de las flotas mercantes para protegerlas en su viaje de regreso hacia España contra los ataques de holandeses, franceses e ingleses, llegando a Sevilla en octubre del mismo año. Esta primera iniciativa de organización fue el comienzo de otras, hasta que en 1635 culminaron en la creación definitiva de la Armada de Barlovento.

## Evolución posterior
En el siglo XVII, ante el aumento de la piratería en el Caribe español, se forma una gran armada con un considerable coste económico. El financiamiento de estas flotas se conseguía a través de los impuestos denominados «avería» y «situado», los cuales gravaban las mercancías y sirvieron para cubrir los gastos generados por la realización de los viajes, convirtiéndose los propios comerciantes en los responsables directos de la protección del transporte de sus productos.
La armada tuvo un papel clave en la política española en América, desempeñando funciones tanto defensivas como logísticas cruciales, en especial para proteger el comercio y las costas, que comenzaban a ser atacados por algunas potencias europeas.
A finales del siglo XVII la Armada de Barlovento no consiguió el fin para el que había sido creada en primera instancia, debido a que las potencias europeas continuaban hostigando el comercio de España con América e incluso habían conseguido importantes enclaves en el Caribe desde los que lograron dirigir de una forma más eficaz el comercio ilícito.
La Armada de Barlovento fue disuelta tras el Tratado de Utrecht a principios del siglo XVIII.